# Pentoplia felli
Pentoplia felli är en sjöstjärneart som beskrevs av H.E.S. Clark 1971. Pentoplia felli ingår i släktet Pentoplia och familjen ledsjöstjärnor. Inga underarter finns listade i Catalogue of Life.